# Razcepljenci
Razcepljenci (znanstveno ime Inosperma) so rod gliv iz družine razcepljark (Inocybaceae).

## Seznam razcepljencev Slovenije[2]
- rdečeči razcepljenec (Inosperma adaequatum)
- Bongardov razcepljenec (Inosperma bongardii)
- turkizni razcepljenec (Inosperma calamistratum)
- srnjerjavi razcepljenec (Inosperma cervicolor)
- medov razcepljenec (Inosperma cookei)
- rdečkasti razcepljenec (Inosperma erubescens)
- Kuthanov razcepljenec (Inosperma kuthanii)
- pegasti razcepljenec (Inosperma maculatum)
- ribji razcepljenec (Inosperma pisciodorum)